# Inoussa Guébré
Inoussa Guébré, né le 18 mars 1983, est un coureur cycliste ivoirien.

## Biographie
Il a participé au Tour du Faso en 2005 et a terminé second du Tour de l'Or Blanc en 2006.

## Palmarès

### Par année
- 2006
  - 2e du Tour de l'Or Blanc
  - 2e du championnat de Côte d'Ivoire du contre-la-montre

- 2008
  -  Champion de Côte d'Ivoire du contre-la-montre
  - 8e étape du Tour de l'Or Blanc (contre-la-montre par équipes)
  - 2e du Grand Prix Ahoua Simon
  - 2e du championnat de Côte d'Ivoire sur route

- 2009
  - Grand Prix de l'Assomption

- 2010
  - Tour de l'Est International :
    - Classement général
    - 1re étape

  - Tour de l'Or Blanc

- 2012
  - Tour de l'Or Blanc :
    - Classement général
    - 5e étape

### Classements mondiaux
| Année           | 2006 |
| --------------- | ---- |
| UCI Africa Tour | 83e  |